# Robert Berner
Robert Arbuckle Berner (25 novembre 1935 - 10 janvier 2015) est un scientifique américain connu pour ses contributions à la modélisation du cycle du carbone . Il enseigne la géologie et la géophysique de 1965 à 2007 à l'Université Yale, où il reste professeur émérite jusqu'à sa mort. Ses travaux sur les roches sédimentaires conduisent à la co-fondation du modèle BLAG  du dioxyde de carbone atmosphérique, qui prend en compte à la fois les contributions géochimiques et biologiques au cycle du carbone .

## Jeunesse
Berner est né le 25 novembre 1935 à Erie, en Pennsylvanie, de Paul Nau Berner et Priscilla (Arbuckle) Berner. Il est encouragé à développer un intérêt pour la géologie par son frère aîné (et géologue) Paul. Bob fréquente d'abord l'Université Purdue mais est rapidement transféré à l'Université du Michigan, où il obtient son baccalauréat en 1958 et sa maîtrise en 1959. Ensuite, il fréquente l'Université de Harvard où, en 1962, il obtient son doctorat en Géologie .

## Carrière universitaire et recherche
En 1962, Berner obtient une bourse pour effectuer des recherches à l'Institut d'océanographie Scripps de San Diego, en Californie. De 1963 à 1965, il travaille comme professeur adjoint à l'Université de Chicago. À partir de 1965, il enseigne à l'Université de Yale où il devient professeur Alan M. Bateman en 1987, poste qu'il occupe jusqu'à sa retraite en 2007 .
Les premières recherches de Berner se concentrent sur l'application de la thermodynamique chimique et de la cinétique sur les sédiments et les roches sédimentaires. Les résultats de ces expériences conduisent à son livre de 1971 Principles of Chemical Sedimentology. En 1980, Berner écrit Early Diagenesis: A Theoretical Approach qui est cité souvent . Notant le rôle que les roches sédimentaires à la surface de la Terre ou à proximité jouent dans le cycle du carbone, Berner, avec Tony Lasaga et Bob Garrels présentent le modèle BLAG du cycle du carbone en 1983 (BLAG à partir des lettres de leurs noms de famille). BLAG tente de modéliser les variations du dioxyde de carbone atmosphérique à travers le temps géologique jusqu'au Crétacé en utilisant à la fois les cycles géochimiques et biologiques du carbone. Berner étend par la suite cette idée avec le modèle GEOCARB  qui tente de modéliser de telles variations jusqu'au Phanérozoïque. Les recherches ultérieures de Berner se concentrent sur la modélisation informatique des cycles du carbone et du soufre, ainsi que sur les effets du dioxyde de carbone et de l'oxygène atmosphériques sur le paléoclimat ,,.

## Vie privée
En 1959, Berner épouse Elizabeth Marshall Kay, étudiante diplômée en géologie. Ils ont trois enfants et ont coécrit un livre ensemble en 1995, Global Environment: Water, Air, and Geochemical Cycles . Le beau-père de Berner, le professeur Marshall Kay est également un géologue universitaire bien connu.
Berner est décédé le 10 janvier 2015 des suites d'une longue maladie .